# Ctenus facetus
Ctenus facetus este o specie de păianjeni din genul Ctenus, familia Ctenidae, descrisă de Theo Albert Arts în anul 1912. Conform Catalogue of Life specia Ctenus facetus nu are subspecii cunoscute.